# Баджи — маленький вертолётик
«Баджи — маленький вертолётик» (англ. Budgie the Little Helicopter) — британский анимационный телесериал, рассказывающий о вымышленном вертолёте Баджи и его друзьях.

## Описание
Мультсериал «Баджи — маленький вертолётик» основан на серии детских книг. Персонажи мультсериала были позаимствованы из книг Сары, герцогини Йоркской. Сериал был совместно спродюсирован  Fred Wolf Films Dublin, The Sleepy Kids Company и Сарой Фергюсон, герцогиней Йоркской для HTV West и Scottish Television. Первоначально он транслировался в 1994 году на телеканале CITV. Всего было показано 39 эпизодов. Ряд видеороликов, книг и игрушек был выпущен под лейблом Budgie.
Сериал «Баджи — маленький вертолётик» транслировался с 1995 по 1996 год в США на телеканале Fox Broadcasting Company в рамках программного блока Fox Cubhouse, а в 1998 году трансляция сериала началась на телеканале Fox Family Channel в рамках программы It's Itsy Bitsy Time. В Канаде сериал транслировался с 1994 по 1997 год на телеканале Family Channel и с 1999 по 2003 год на телеканале Treehouse TV.
После выхода первой книги Фергюсон была обвинена СМИ в копировании идеи серии из вышедшей из печати книги 1960 года A.W. Baldwin «Hector the Helicopter», что она отрицала.
С 2020 года сериал «Баджи — маленький вертолётик» официально доступен на YouTube-канале Сары Фергюсон.
В России мультсериал начал транслироваться в декабре 2008 года под названием «Баджи — смелый вертолётик» на канале «ТелеНяня» (позднее — «Карусель»).

## Персонажи
- Баджи (озвучен Ричардом Пирсом) — главный герой, прототип Bell 206. Его большая жёлтая кепка покрывает весь его планер. Под кепкой у него небольшой пучок каштановых волос. Белого плюшевого мишку по кличке Сноуи почти всегда можно увидеть в кармане по правому борту Баджи. Он живёт и работает на аэродроме Хэрфилд и является лучшим другом Пиппы. Его коронная фраза — «Ракетные роторы!» (англ. «Rocketing rotors!»).
- Пиппа (озвучена Эбигейл МакВин) — одномоторный моноплан с пучком волос и большой дугой, прикреплённой к крыше. Когда она впервые прибывает в Хэрфилд, она и Баджи соревнуются в том, кто из них лучший и самый быстрый вертолёт, но вскоре они становятся лучшими друзьями.
- Чак (озвучен Керри Шейл) — самый большой двухмоторный вертолёт в Хэрфилде, и ему поручено выполнять большую часть тяжёлой работы. Носит кепку с видимым вырезом экипажа под ней. Прототипом является Boeing CH-47 Chinook.
- Лайонел (озвучен Джереми Николасом) — старший вертолёт в сериале, отвечающий за самолёт в Хэрфилде. Носит современную пилотскую кепку, усы и воротник. Его коронная фраза — «Трясущиеся джойстики!» (англ. «Juddering joysticks!»). Прототипом является Westland Lynx[12].

## Эпизоды

### 1 сезон
1. Пиппа приехала (4 января 1994);
2. Чак совсем распустился (11 января 1994);
3. Баджи попал в метель (18 января 1994);
4. Баджи на льду (25 января 1994);
5. Баджи ловит мяч (1 февраля 1994);
6. Авиашоу (8 февраля 1994);
7. Все к морю (15 февраля 1994);
8. Ботинки, баркасы и Баджи (22 февраля 1994);
9. Вертолёты и грабители (1 марта 1994);
10. Сладкие грёзы (8 марта 1994);
11. На пути в Арктику (15 марта 1994);
12. Белый медведь? (22 марта 1994);
13. Приключения на ферме (29 марта 1994).

### 2 сезон
1. Баджи прилип (17 января 1995);
2. Лыжи, каскадёр и мыло (24 января 1995);
3. Инопланетяне уже здесь (31 января 1995);
4. Что за умник, Баджи? (7 февраля 1995);
5. Взрывается, ложись! (14 февраля 1995);
6. Развалюха Уолли (21 февраля 1995);
7. Праздник воздушных шаров (28 февраля 1995);
8. Сладкий подарок (7 марта 1995);
9. Глубокий сон (14 марта 1995);
10. Заячье поле в опасности (21 марта 1995);
11. Баджи в Париже (28 марта 1995);
12. Голландская храбрость (4 апреля 1995);
13. Баджи забивает гол (11 апреля 1995).

### 3 сезон
1. Бум-бум Баджи (2 января 1996);
2. Работа в небе (9 января 1996);
3. Двойная неприятность (16 января 1996);
4. Наблюдая с высоты (23 января 1996);
5. Дружок Чака (30 января 1996);
6. Акведук (6 февраля 1996);
7. Недоразумение (13 февраля 1996);
8. Ложная тревога (20 февраля 1996);
9. Неудержимый поезд (26 февраля 1996);
10. Горе-хвост (4 марта 1996);
11. Проблемы и решения (11 марта 1996);
12. Тихий полёт (18 марта 1996);
13. Взлёты и падения (25 марта 1996).